# Djené Dakonam
Djené Dakonam, né le 31 décembre 1991 à Dapaong (Togo), est un footballeur international togolais qui évolue au poste de défenseur au Getafe CF.

## Biographie

### En club
Djené Dakonam dispute 59 matchs en deuxième division espagnole avec le club d'Alcorcón, inscrivant un but.
En juillet 2017, il signe avec Getafe CF qui vient de monter en première division espagnole.

### En équipe nationale
Il reçoit sa première sélection en équipe du Togo le 8 septembre 2012, contre le Gabon.
Il participe avec l'équipe du Togo à la Coupe d'Afrique des nations 2013 organisée en Afrique du Sud. Le Togo atteint les quarts de finale de la compétition, en étant battu par le Burkina Faso.

## Statistiques
| Saison                | Club                  | Championnat           | Championnat | Championnat | Coupe(s) nationale(s) | Coupe(s) nationale(s) | Supercoupe | Supercoupe | Compétition(s) continentale(s) | Compétition(s) continentale(s) | Compétition(s) continentale(s) | Play-offs | Play-offs | Total | Total |
| Saison                | Club                  | Division              | M.          | B.          | M.                    | B.                    | M.         | B.         | Comp.                          | M.                             | B.                             | M.        | B.        | M.    | B.    |
| 2014-2015             | AD Alcorcón           | LaLiga 2              | 24          | 1           | -                     | -                     | -          | -          | -                              | -                              | -                              | -         | -         | 24    | 1     |
| 2015-2016             | AD Alcorcón           | LaLiga 2              | 35          | 0           | -                     | -                     | -          | -          | -                              | -                              | -                              | -         | -         | 35    | 0     |
| Sous-total            | Sous-total            | Sous-total            | 59          | 1           | -                     | -                     | -          | -          | -                              | -                              | -                              | -         | -         | 59    | 1     |
| 2016-2017             | K Saint-Trond VV      | Jupiler Pro League    | 19          | 0           | 1                     | 0                     | -          | -          | -                              | -                              | -                              | 7         | 0         | 27    | 0     |
| Sous-total            | Sous-total            | Sous-total            | 19          | 0           | 1                     | 0                     | -          | -          | -                              | -                              | -                              | 7         | 0         | 27    | 0     |
| 2017-2018             | Getafe CF             | LaLiga                | 36          | 1           | -                     | -                     | -          | -          | -                              | -                              | -                              | -         | -         | 36    | 1     |
| 2018-2019             | Getafe CF             | LaLiga                | 34          | 0           | 4                     | 0                     | -          | -          | -                              | -                              | -                              | -         | -         | 38    | 0     |
| 2019-2020             | Getafe CF             | LaLiga                | 34          | 0           | -                     | -                     | -          | -          | -                              | -                              | -                              | -         | -         | 34    | 0     |
| 2020-2021             | Getafe CF             | LaLiga                | 34          | 0           | -                     | -                     | -          | -          | -                              | -                              | -                              | -         | -         | 34    | 0     |
| Sous-total            | Sous-total            | Sous-total            | 138         | 1           | 4                     | 0                     | -          | -          | -                              | -                              | -                              | -         | -         | 142   | 1     |
| Total sur la carrière | Total sur la carrière | Total sur la carrière | 216         | 2           | 5                     | 0                     | -          | -          | -                              | -                              | -                              | 7         | 0         | 228   | 2     |

## Palmarès

### En club
- Coton Sport (3)
  - Champion du Cameroun  (2) :
    - Champion : 2013 et 2014

  - Coupe du Cameroun  (1) :
    - Vainqueur : 2014